# Juan Tomás Enríquez de Cabrera
Pour les articles homonymes, voir Cabrera.
Juan Tomás Enríquez de Cabrera (Gênes, 21 décembre 1646- Estremoz, 29 juin 1705) est un homme d'État espagnol du XVIIe siècle.

## Biographie
Descendant d'Alphonse XI, il jouit d'une grande faveur à la cour de Charles II, roi d'Espagne, et fut successivement nommé duc de Medina de Rioseco, amiral de Castille, gouverneur de Milan et ministre d'État (1693).
Quand le petit-fils de Louis XIV, Philippe d'Anjou, fut appelé au trône d'Espagne, Cabrera refusa de servir ce nouveau monarque, se retira à Lisbonne et se déclara pour le parti de l'archiduc Charles d'Autriche ; mais ses avis furent négligés par les conseillers de ce prince. Le cardinal Portocarrero obtint son exil. 
Tous ses biens confisqués, il mourut en 1705. 
Cabrera est souvent désigné sous son titre d'Almirante (« amiral »).

## Source
Cet article comprend des extraits du Dictionnaire Bouillet. Il est possible de supprimer cette indication, si le texte reflète le savoir actuel sur ce thème, si les sources sont citées, s'il satisfait aux exigences linguistiques actuelles et s'il ne contient pas de propos qui vont à l'encontre des règles de neutralité de Wikipédia.